# Filmografia Jacka Nicholsona

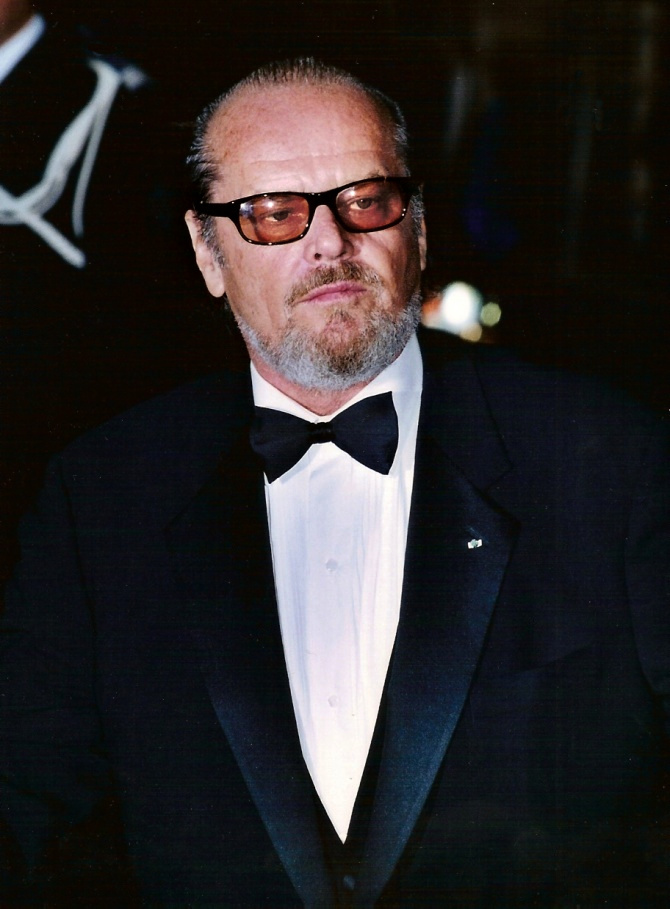
Jack Nicholson (2002).

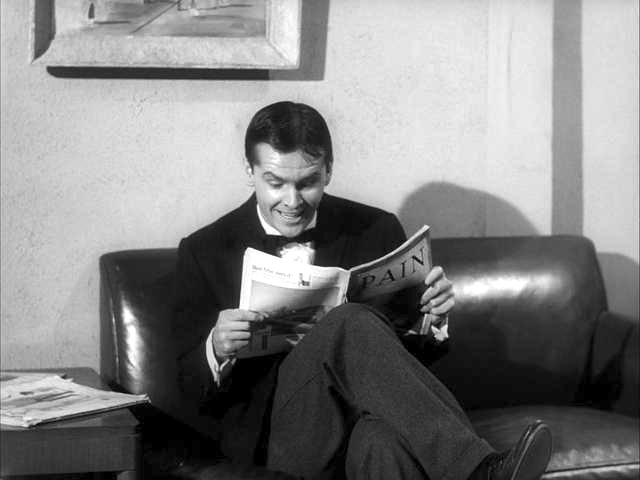
Jack Nicholson jako Wilbur Force w filmie pt. Sklepik z horrorami (1960).

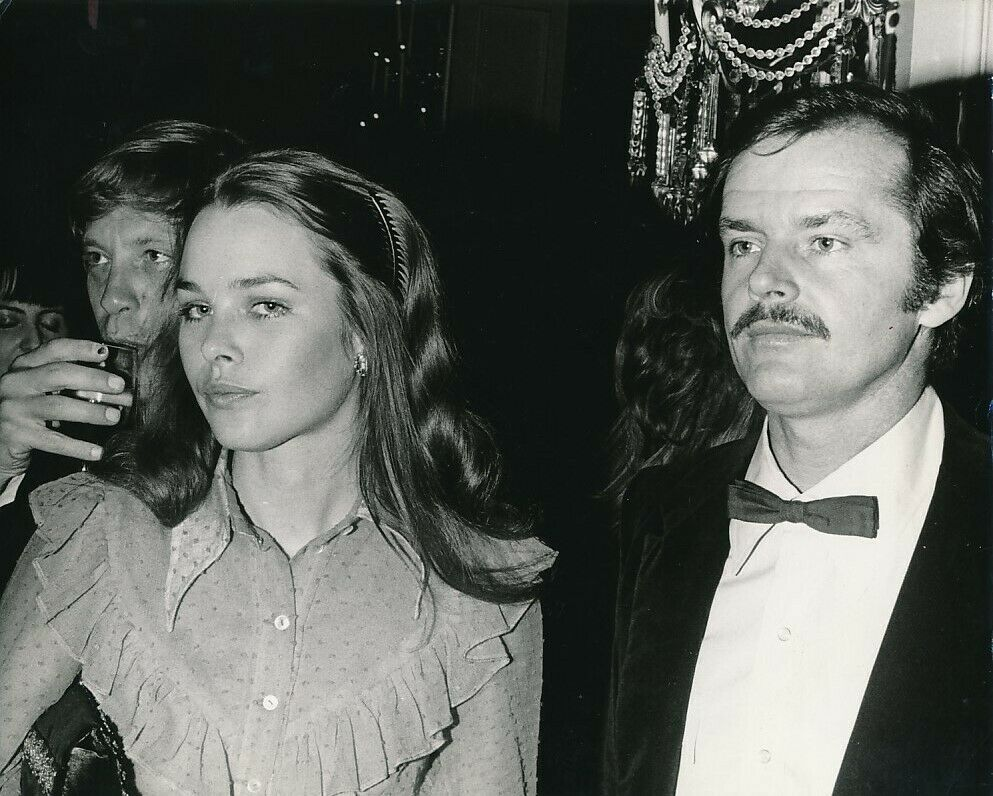
Jack Nicholson wraz z Michelle Phillips podczas gali wręczenia Złotych Globów 1971, 1971.

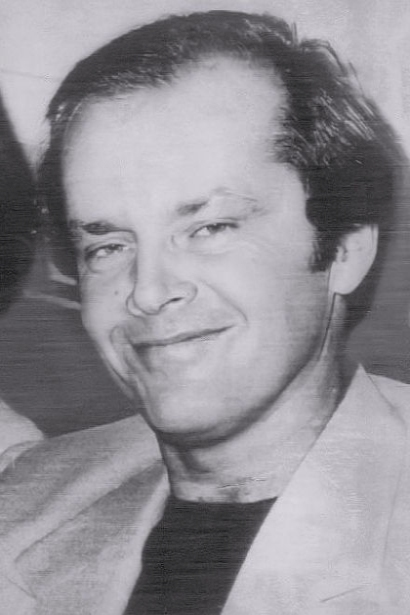
Jack Nicholson po nominacji Oscarów 1976 za rolę w filmie pt. Lot nad kukułczym gniazdem (1975).

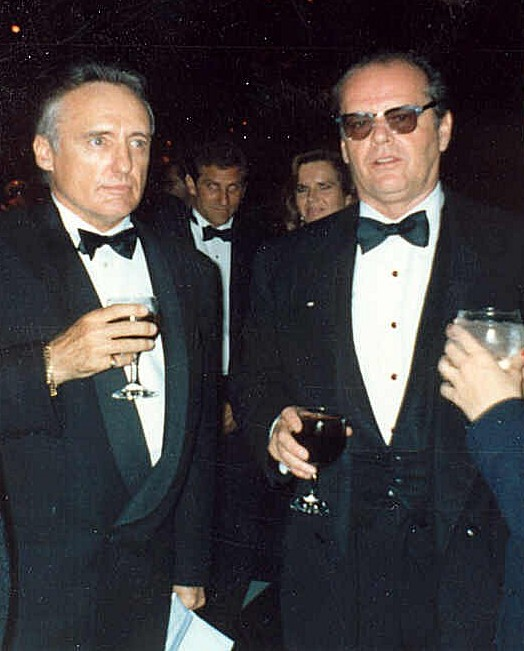
Jack Nicholson z Dennisem Hopperem podczas gali wręczenia Oscarów 1990, 1990.

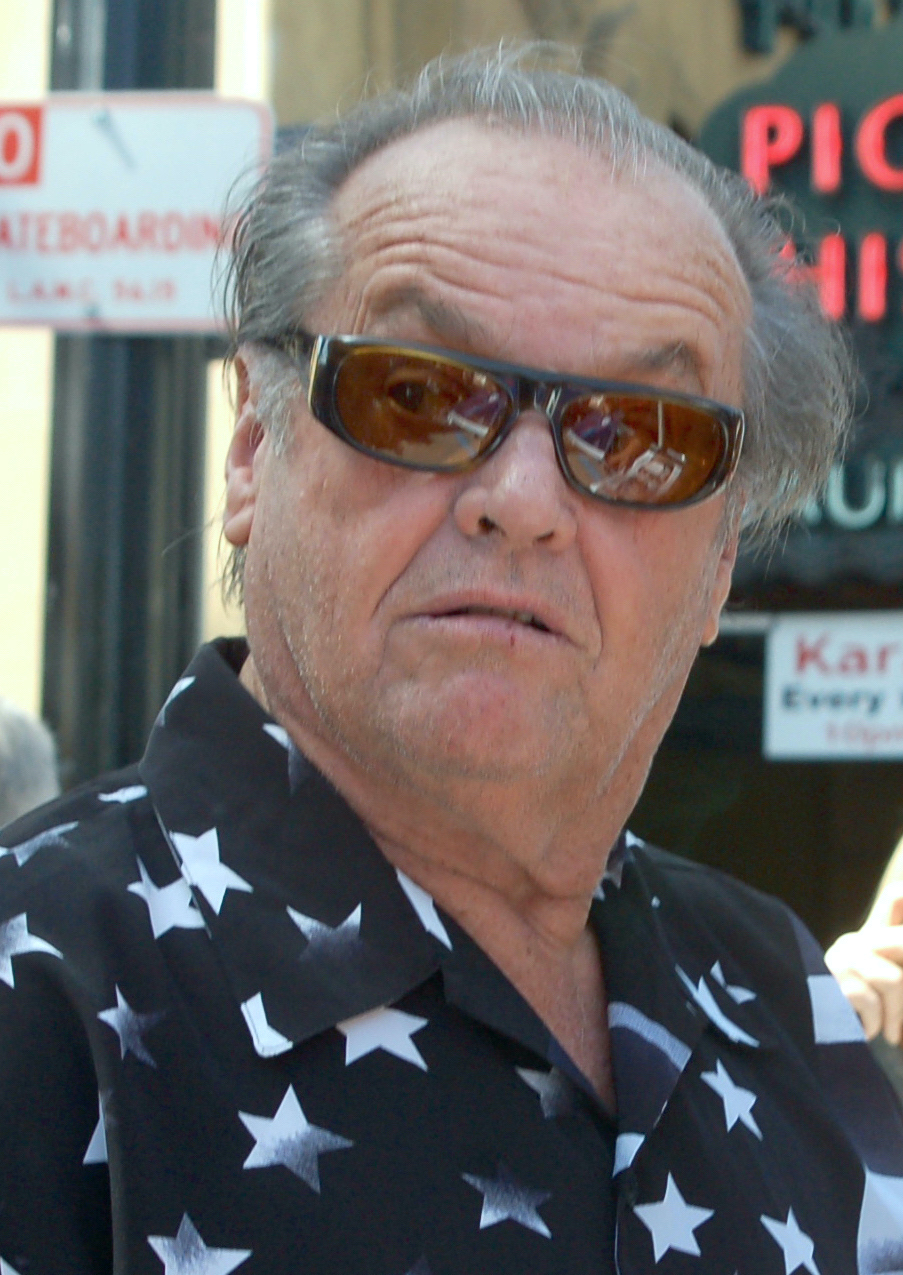
Nicholson na Alei Gwiazd w Los Angeles, 2010.

Filmografia Jacka Nicholsona − filmografia amerykańskiego aktora, reżysera, scenarzysty i producenta filmowego Jacka Nicholsona.

## Filmy
| Rok  | Tytuł                                | Profesje | Profesje | Profesje | Profesje | Rola                            | Informacje                       | Źr.           |
| Rok  | Tytuł                                | A        | R        | S        | P        | Rola                            | Informacje                       | Źr.           |
| ---- | ------------------------------------ | -------- | -------- | -------- | -------- | ------------------------------- | -------------------------------- | ------------- |
| 1958 | The Cry Baby Killer                  |          |          |          |          | Jimmy Wallace                   |                                  | [ 1 ]         |
| 1960 | Za wcześnie na miłość                |          |          |          |          | Buddy                           |                                  | [ 2 ]         |
| 1960 | Pętla                                |          |          |          |          | Johnny Varron                   |                                  | [ 3 ]         |
| 1960 | Sklepik z horrorami                  |          |          |          |          | Wilbur Force                    |                                  | [ 4 ]         |
| 1960 | Studs Lonigan                        |          |          |          |          | Weary Reilly                    |                                  | [ 5 ]         |
| 1962 | The Broken Land                      |          |          |          |          | Will Brocious                   |                                  | [ 6 ]         |
| 1963 | Kruk                                 |          |          |          |          | Rexford Bedlo                   |                                  | [ 7 ]         |
| 1963 | Strach                               |          |          |          |          | Andre Duvalier                  |                                  | [ 8 ]         |
| 1963 | Thunder Island                       |          |          |          |          | –                               |                                  | [ 9 ]         |
| 1964 | Flight to Fury                       |          |          |          |          | Jay Wickham                     |                                  | [ 10 ]        |
| 1964 | Chorąży Pulver                       |          |          |          |          | Dolan                           |                                  | [ 11 ]        |
| 1964 | Tylnymi drzwiami do piekła           |          |          |          |          | Burnett                         |                                  | [ 12 ]        |
| 1966 | W poszukiwaniu zemsty                |          |          |          |          | Billy Spear                     |                                  | [ 13 ]        |
| 1966 | Niesłusznie oskarżeni                |          |          |          |          | Wes                             |                                  | [ 14 ]        |
| 1967 | Masakra w dniu świętego Walentego    |          |          |          |          | Gino                            | niewymieniony w czołówce         | [ 15 ]        |
| 1967 | Aniołowie piekieł                    |          |          |          |          | Poeta                           |                                  | [ 16 ]        |
| 1967 | Podróż                               |          |          |          |          | –                               |                                  | [ 17 ]        |
| 1968 | Dzieci miłości                       |          |          |          |          | Stoney                          |                                  | [ 18 ]        |
| 1968 | Głowa                                |          |          |          |          | Reżyser w restauracji           | Cameo (niewymieniony w czołówce) | [ 19 ] [ 20 ] |
| 1969 | Swobodny jeździec                    |          |          |          |          | George Hanson                   |                                  | [ 21 ] [ 22 ] |
| 1970 | W pogodny dzień zobaczysz przeszłość |          |          |          |          | Tad Pringle                     |                                  | [ 23 ]        |
| 1970 | Rozróba                              |          |          |          |          | Bunny                           |                                  | [ 24 ]        |
| 1970 | Pięć łatwych utworów                 |          |          |          |          | Robert Eroica Dupea             |                                  | [ 25 ]        |
| 1971 | Porozmawiajmy o kobietach            |          |          |          |          | Jonathan Fuerst                 |                                  | [ 26 ] [ 27 ] |
| 1971 | Bezpieczne miejsce                   |          |          |          |          | Mitch                           |                                  | [ 28 ]        |
| 1971 | Jedźmy przed siebie                  |          |          |          |          | –                               |                                  | [ 29 ]        |
| 1972 | Król Marvin Gardens                  |          |          |          |          | David Staebler                  |                                  | [ 30 ]        |
| 1973 | Ostatnie zadanie                     |          |          |          |          | Billy „Badass” Buddusky         |                                  | [ 31 ] [ 32 ] |
| 1974 | Chinatown                            |          |          |          |          | J.J. „Jake” Gittes              |                                  | [ 33 ]        |
| 1975 | Zawód: Reporter                      |          |          |          |          | David Locke                     |                                  | [ 34 ]        |
| 1975 | Fortuna                              |          |          |          |          | Oscar Sullivan                  |                                  | [ 35 ] [ 36 ] |
| 1975 | Lot nad kukułczym gniazdem           |          |          |          |          | Randle McMurphy                 |                                  | [ 37 ]        |
| 1975 | Tommy                                |          |          |          |          | Specjalista                     |                                  | [ 38 ]        |
| 1976 | Przełomy Missouri                    |          |          |          |          | Tom Logan                       |                                  | [ 39 ]        |
| 1976 | Ostatni z wielkich                   |          |          |          |          | Brimmer                         |                                  | [ 40 ]        |
| 1978 | Idąc na południe                     |          |          |          |          | Henry Lloyd Moon                |                                  | [ 41 ]        |
| 1980 | Lśnienie                             |          |          |          |          | Jack Torrance                   |                                  | [ 42 ]        |
| 1981 | Listonosz zawsze dzwoni dwa razy     |          |          |          |          | Frank Chambers                  |                                  | [ 43 ]        |
| 1981 | Czerwoni                             |          |          |          |          | Eugene O’Neill                  |                                  | [ 44 ]        |
| 1981 | Ragtime                              |          |          |          |          | Pirat na plaży                  |                                  |               |
| 1982 | Na granicy                           |          |          |          |          | Charlie Smith                   |                                  | [ 45 ]        |
| 1983 | Czułe słówka                         |          |          |          |          | Garrett Breedlove               |                                  | [ 46 ]        |
| 1985 | Honor Prizzich                       |          |          |          |          | Charley                         |                                  | [ 47 ]        |
| 1986 | Zgaga                                |          |          |          |          | Mark Forman                     |                                  | [ 48 ]        |
| 1987 | Czarownice z Eastwick                |          |          |          |          | Daryl Van Horne                 |                                  | [ 49 ]        |
| 1987 | Telepasja                            |          |          |          |          | Bill Rorich                     |                                  | [ 50 ] [ 51 ] |
| 1987 | Chwasty                              |          |          |          |          | Francis Phelan                  |                                  | [ 52 ]        |
| 1989 | Batman                               |          |          |          |          | Joker / Jack Napier             |                                  | [ 53 ] [ 54 ] |
| 1990 | Dwóch Jake’ów                        |          |          |          |          | J.J. „Jake” Gittes              |                                  | [ 55 ]        |
| 1992 | Kłopoty z facetami                   |          |          |          |          | Harry Bliss                     |                                  | [ 56 ] [ 57 ] |
| 1992 | Ludzie honoru                        |          |          |          |          | Pułkownik Nathan R. Jessup      |                                  | [ 58 ]        |
| 1992 | Hoffa                                |          |          |          |          | Jimmy Hoffa                     |                                  | [ 59 ]        |
| 1994 | Wilk                                 |          |          |          |          | Will Randall                    |                                  | [ 60 ]        |
| 1995 | Obsesja                              |          |          |          |          | Freddy Gale                     |                                  | [ 61 ]        |
| 1996 | Krew i wino                          |          |          |          |          | Alex Gates                      |                                  | [ 62 ]        |
| 1996 | Czułe słówka: ciąg dalszy            |          |          |          |          | Garrett Breedlove               |                                  | [ 63 ]        |
| 1996 | Marsjanie atakują!                   |          |          |          |          | Prezydent James Dale / Art Land |                                  | [ 64 ] [ 65 ] |
| 1997 | Lepiej być nie może                  |          |          |          |          | Melvin Udall                    |                                  | [ 66 ]        |
| 2001 | Obietnica                            |          |          |          |          | Jerry Black                     |                                  | [ 67 ]        |
| 2002 | Schmidt                              |          |          |          |          | Warren R. Schmidt               |                                  | [ 68 ]        |
| 2003 | Dwóch gniewnych ludzi                |          |          |          |          | Doktor Buddy Rydell             |                                  | [ 69 ]        |
| 2003 | Lepiej późno niż później             |          |          |          |          | Harry Sanborn                   |                                  | [ 70 ]        |
| 2006 | Infiltracja                          |          |          |          |          | Francis "Frank" Costello        |                                  | [ 71 ]        |
| 2007 | Choć goni nas czas                   |          |          |          |          | Edward Cole                     |                                  | [ 72 ]        |
| 2010 | Skąd wiesz?                          |          |          |          |          | Charles Madison                 |                                  | [ 73 ]        |

## Telewizja
| Rok       | Tytuł                     | Profesje | Profesje | Profesje | Profesje | Rola                         | Informacje                       | Źr.    |
| Rok       | Tytuł                     | A        | R        | S        | P        | Rola                         | Informacje                       | Źr.    |
| --------- | ------------------------- | -------- | -------- | -------- | -------- | ---------------------------- | -------------------------------- | ------ |
| 1956      | NBC Matinee Theater       |          |          |          |          | Syn muzyka                   | Odcinek pt. "Are You Listening?" | [ 74 ] |
| 1960      | Mr. Lucky                 |          |          |          |          | Martin                       | Odcinek pt. "Operation Fortuna?" | [ 74 ] |
| 1960      | The Barbara Stanwyck Show |          |          |          |          | Bud                          | Odcinek pt. "The Mink Coat"      | [ 74 ] |
| 1961      | Tales of Wells Fargo      |          |          |          |          | Tom Washburn                 | Odcinek pt. "That Washburn Girl" | [ 74 ] |
| 1961      | Sea Hunt                  |          |          |          |          | John Stark                   | Odcinek pt. "Round Up"           | [ 74 ] |
| 1961      | Bronco                    |          |          |          |          | Bob Doolin                   | Odcinek pt. "The Equalizer"      | [ 74 ] |
| 1962      | Hawaiian Eye              |          |          |          |          | Tony Morgan                  | Odcinek pt. "Total Eclipse"      | [ 74 ] |
| 1966      | Doktor Kildare            |          |          |          |          | Jaime Angel                  | 4 odcinki                        | [ 74 ] |
| 1966–1967 | The Andy Griffith Show    |          |          |          |          | Marvin Jenkins / Pan Garland | 2 odcinki                        | [ 75 ] |
| 1967      | The Guns of Will Sonnett  |          |          |          |          | Tom Murdock                  | Odcinek pt. "A Son for a Son"    | [ 74 ] |

### Dubbing
| Rok  | Tytuł            | Profesje | Profesje | Profesje | Profesje | Rola     | Informacje | Źr.           |
| Rok  | Tytuł            | A        | R        | S        | P        | Rola     | Informacje | Źr.           |
| ---- | ---------------- | -------- | -------- | -------- | -------- | -------- | ---------- | ------------- |
| 1986 | Elephant’s Child |          |          |          |          | Narrator |            | [ 76 ] [ 77 ] |